# Carl Troll
Carl Theodor Troll (ur. 24 grudnia 1899 w Gabersee, części Wasserburga nad Innem, zm. 21 lipca 1975 w Bonn) – niemiecki geograf, ekolog i podróżnik.

## Życiorys
Urodzony na terenach podalpejskich w Bawarii był początkowo zafascynowany przyrodą i studiował botanikę. Po I wojnie światowej badał górskie rejony Skandynawii. W 1926 wyruszył, wzorując się na Aleksandrze von Humboldtcie, w trwającą 2,5 roku podróż po Ameryce Południowej, odwiedzając: Andy, Boliwię, Peru i Chile. W latach 1928–1929 przebywał w Ekwadorze, Kolumbii i Panamie. W latach 30. XX wieku odbył kilkumiesięczną wyprawę przez tropikalną i subtropikalną Afrykę. W latach 1933–1934 był kierownikiem naukowym niemieckiej wyprawy na Nanga Parbat w Himalajach, podczas której zginęło 16 osób, a tylko dwie przeżyły, w tym Troll. Po II wojnie światowej stanął na czele Komisji Ekologii Strefy Wysokogórskiej. W latach 1960–1964 piastował stanowisko prezydenta Międzynarodowej Unii Geograficznej. W 1965 przemawiał na spotkaniu INQUA w Wieliczce. Odwiedził też Tatry.

## Zainteresowania naukowe
Głównym przedmiotem zainteresowania Trolla była geografia środowisk górskich. Wprowadził do użycia pojęcie geografii krajobrazu, czyli geoekologii, a także strefy subniwalnej (w 1938). Dziełem życia była koncepcja trójwymiarowej przestrzeni geograficznej. Praca Grunty strukturalne, soliflukcja i klimaty mroźne ziemi (1944) była fundamentalną syntezą zjawisk peryglacjalnych, aktualną przez wiele dziesięcioleci. Interesował się także procesami ablacji śnieżnej. W swoich pracach pisał też o zjawiskach z obszaru geografii człowieka, geografii ekonomicznej oraz społecznej, ale zawsze w powiązaniu ze środowiskiem przyrodniczym, głównie rzeźbą i klimatem. Pisał m.in. o cywilizacjach prekolumbijskich w Ameryce, o Indianach andyjskich, czy o zagadnieniach geografii kultury Etiopii i Iranu. Był założycielem jednego z czołowych niemieckich pism geograficznych – „Erdkunde”.